# Восток (автодорога)
Скоростная федеральная автомобильная дорога М-12 «Восток» — строящаяся платная автомобильная магистраль (федеральная автомобильная дорога) между Москвой и Тюменью.
Автомагистраль «Восток» является частью международного транспортного маршрута (коридора) Западная Европа — Западный Китай, и включена в «Комплексный план модернизации и расширения магистральной инфраструктуры» (КПМИ). Автомагистраль М-12 проходит через Москву, Владимир, Муром, Арзамас, Казань, Нижнекамск, Екатеринбург, Тюмень. Строительство трассы начато в начале 2021 года. Участок Москва - Казань завершён в декабре 2023 года, участок до Екатеринбурга завершён в июле 2025 года, а полностью движение до Тюмени планируется открыть в 2026 году.
На 16 июля 2025 года в состоянии готовности находятся 1845 км автомагистрали, из которых 1614 км приходится на участок Москва — Екатеринбург. Длина готовых участков по основным секторам дороги: 811 км (Москва — Казань); 373 км (Казань — Дюртюли); 275 км (Дюртюли — Ачит); 155 км (Ачит — Екатеринбург); 60 км (ЕКАД); 189 из 303 км (Екатеринбург — Тюмень). Основные работы на трассе Екатеринбург — Тюмень планируется завершить к концу 2026 года.
Проект 21 км объезда вокруг Тюмени получил положительное заключение госэкпертизы в июне 2025 года. Строительство собираются начать в 2026 году и закончить к концу 2030 года.

## Проектные данные
Протяжённость автодороги IБ категории составляет 811 км (Москва — Казань) с четырьмя полосами движения (по две в каждую сторону), из которых 415 км находятся в так называемом доверительном управлении Автодора, участки находящиеся на территории Свердловской области находятся под управлением Уралуправтодор. Расчётная скорость движения по автомагистрали — 120 км/ч. По оценкам, расходы на строительство автодороги составят 540—550 млрд рублей, до 70 % суммы потребуется от государства. Окончание строительства автомагистрали намечено на 2024 год.
Магистраль станет дублёром уже имеющейся трассы М-7 «Волга».
Строительство трассы разделено на несколько этапов:
| Этап строительства | Длина, км | Пусковой комплекс | Географическое начало этапа                                            | Географический конец этапа                                 | Дата сдачи в эксплуатацию |
| ------------------ | --------- | ----------------- | ---------------------------------------------------------------------- | ---------------------------------------------------------- | --- |
| 0                  | 65        | второй (43 км)    | Пересечение с Зенинским шоссе и рекой Пехоркой                         | Пересечение с трассой ЦКАД                                 | 8 сентября 2023 года |
| 0                  | 65        | первый (22 км)    | Пересечение с трассой ЦКАД                                             | Пересечение с трассой А-108 у Орехово-Зуево                | 8 сентября 2022 года |
| 1                  | 91        | второй (33 км)    | Пересечение с трассой А-108 у Орехово-Зуево                            | Пересечение с трассой М-7 у Петушков                       | 8 сентября 2023 года |
| 1                  | 91        | первый (58 км)    | Пересечение с трассой М-7 у Петушков                                   | Пересечение с трассой М-7 у начала Южного обхода Владимира | 13 декабря 2022 года |
| 2                  | 26        | —                 | Пересечение с трассой М-7 у начала Южного обхода Владимира             | Пересечение с трассой Р-132 у Захарово                     | 14 октября 2022 года |
| 3                  | 108       | —                 | Пересечение с трассой Р-132 у Захарово                                 | Пересечение с трассой 17К-2 у Мурома                       | 8 сентября 2023 года |
| 4                  | 123       | —                 | Пересечение с трассой 17К-2 у Мурома                                   | Пересечение с трассой Р-158 у Арзамаса                     | 8 сентября 2023 года |
| 5                  | 107       | —                 | Пересечение с трассой Р-158 у Арзамаса                                 | Сергач                                                     | 21 декабря 2023 года |
| 6                  | 132       | второй (61 км)    | Сергач                                                                 | Шумерля                                                    | 21 декабря 2023 года |
| 6                  | 132       | первый (71 км)    | Шумерля                                                                | Трасса А-151 у Канаша                                      | 15 ноября 2023 года |
| 7                  | 82        | —                 | Трасса А-151                                                           | Трасса Р-241                                               | 15 ноября 2023 года |
| 8                  | 70        | —                 | Трасса Р-241                                                           | Перемычка Шали — Сорочьи Горы                              | 21 декабря 2023 года |
| 9                  | 10        | —                 | Перемычка Шали — Сорочьи Горы                                          | Трасса М-7 «Волга»                                         | проектируется |
| 10                 | 121(128)  |                   | Трасса М-7 «Волга» 858 километр (865 километр после достройки 9 этапа) | Трасса М-7 «Волга» 986 километр                            | участок Казань-Набережные Челны, реконструкция завершена в октябре 2018 года                                                                                               |
| 11                 | 82        |                   | Трасса М-7 «Волга» 986 километр                                        | Трасса М-7 «Волга» 1068 километр                           | обход Набережных Челнов и Нижнекамска строительство завершено в декабре 2024 года                                                                                          |
| 12                 | 98        |                   | Трасса М-7 «Волга» 1068 километр                                       | граница республики Татарстан и Башкортостан                | участок Набережные Челны-граница с республикой Башкортостан реконструкция завершена в августе 2025 года                                                                    |
| 13                 | 65        | —                 | граница республики Татарстан и Башкортостан                            | Дюртюли                                                    | обход сел Исаметово, Верхнеяркеево, Ишкарово, Лаяшты, Асяново строительство завершено в декабре 2024 года                                                                  |
| 14                 | 275       | —                 | Дюртюли                                                                | Ачит                                                       | 16 июля 2025 года |
| 15                 | 155       |                   | Ачит(Р242,187 километр)                                                | развязка ЕКАД и Р242(342 километр)                         | декабрь 2024 года |
| 16                 | 42        |                   | развязка ЕКАД и Р242(342 километр)                                     | развязка ЕКАД и Р351(17 километр)                          | сентябрь 2022 года |
| 17                 | 18        |                   | развязка ЕКАД и Р351(17 километр)                                      | Р351, 35 километр                                          | 2012 год |
| 18                 | 69        |                   | Р351, 35 километр                                                      | Р351, 104 километр                                         | ожидается открытие в конце 2026 года обход Белоярского и Богдановича |
| 19                 | 216       |                   | Р351, 104 километр                                                     | Р351, 320 километр,въезд в Тюмень                          | капитальные ремонты трассы Р351 по состоянию на 2025 год, открыты участки в 4х полосном исполнении с 124 по 172 км, с 180 по 262 км, с 270 по 278 км, и с 291 км по 320 км |
| 20                 | 21        |                   | Р351,Тюменский район                                                   | Р402,Тюменский район                                       | планируется строительство второй кольцевой дороги вокруг Тюмени |

С 2022 года трассу начали продлевать до Екатеринбурга (срок окончания строительства — конец 2025 года) и Тюмени (2026 год):
- трасса М-7 от Казани до Набережных Челнов расширена до четырёх полос, последний участок сдан в эксплуатацию в 2018 году;
- обход Нижнекамска и Набережных Челнов с мостом через Каму у села Котловка открыт в декабре 2024 года[13] и будет бесплатным;
- участок трассы М-7 от Набережных Челнов до границы с Башкортостаном капитально отремонтирован; открытие состоялось в августе 2025 года;
- построен обход села Верхнеяркеева от границы с Татарстаном до города Дюртюли длиной 65 км; открыт в декабре 2024;
- от Дюртюлей до Ачита построена платная 4-полосная дорога категории IБ длиной 275 км; трасса проходит по территории Башкортостана, Пермского края и Свердловской области;
- от Ачита до Первоуральска трасса Р-242 капитально отремонтирована. В 2024 году с 187 км трассы и до Екатеринбурга дорога стала 4-полосной; на подходах к Екатеринбургу трассу расширят до 6 полос; также в рамках коридора в 2022 году достроен южный участок ЕКАД и реконструирован подъезд к городу от Челябинска;
- строится обход Белоярского и Богдановича на Р-351;
- вся трасса Р-351 капитально ремонтируется между Богдановичем и Камышловом, в районе Пышмы и около Тугулыма.

## Хроника реализации проекта
Первоначально в направлении Москва — Казань планировалось построить скоростную железную дорогу, но проект пришлось отложить из-за слишком высокой стоимости.
25 сентября 2018 года президиум совета по национальным проектам под председательством премьер-министра России Дмитрия Медведева одобрил план развития национальной транспортной инфраструктуры, который в том числе включал автомагистраль от Москвы до Казани. Тогда же стало известно об объявлении до конца года конкурсных процедур на предпроектные работы и планировочные решения.
В июле 2020 года премьер-министр России Михаил Мишустин, выступая в Елабуге на совещании по вопросу строительства автодороги Европа — Западный Китай, заявил о начале реализации проекта трассы Москва — Казань.
В январе 2021 года в Нижегородской области компания подрядчик приступила к передислокации техники и монтажу вахтовых посёлков.
8 сентября 2022 года состоялось открытие первого участка М-12 в Московской области от ЦКАД до строящегося обхода Орехова-Зуева. Протяжённость первого участка составила 21 км.
14 октября 2022 года состоялось открытие второго участка трассы от М-7 к востоку от Петушков до Р-132 под Владимиром. Протяжённость второго пускового участка составила 26 км.
13 декабря 2022 года состоялось открытие третьего участка трассы от М-7 к востоку от Петушков до М-7 к западу от Петушков — по сути, северного дублёра М-7. Протяжённость этого пускового участка составила 58 км.
8 сентября 2023 года были открыты участки автодороги М-12 «Восток» от Москвы до Арзамаса и Южного обхода Арзамаса общей протяжённостью 310 км. Проложенный отрезок М-12 на маршруте «Россия» сокращает время в пути от Москвы до Казани с 12 до 6,5 ч, от Москвы до Арзамаса с 7 до 3,5 ч. Участок от Москвы до Казани по плану должен быть завершён в декабре 2023 года.
2 ноября 2023 года строящаяся магистраль официально продлена от Екатеринбурга до Тюмени и переименована в «Восток».
15 ноября 2023 года был открыт очередной участок трассы протяжённостью 153 км (часть 6-го этапа и 7-й этап целиком) на территории Чувашии и Татарстана.
21 декабря 2023 года открыто движение на всей трассе М-12 до Казани, включая новый мост через Волгу.
22 декабря 2024 года открыто движение по обходу Набережных Челнов и Нижнекамска, включая новый мост через Каму 
22 декабря 2024 года открыто движение по обходу Исаметово, Верхнеяркеево, Ишкарово, Лаяшты, Асяново 
Участок трассы Дюртюли Ачит открыт 16 июля 2025 года. 
16 августа 2025 года полностью открыто движение по реконструированному участку от Набережных Челнов до границы с республикой Башкортостан. 

## Схема магистрали

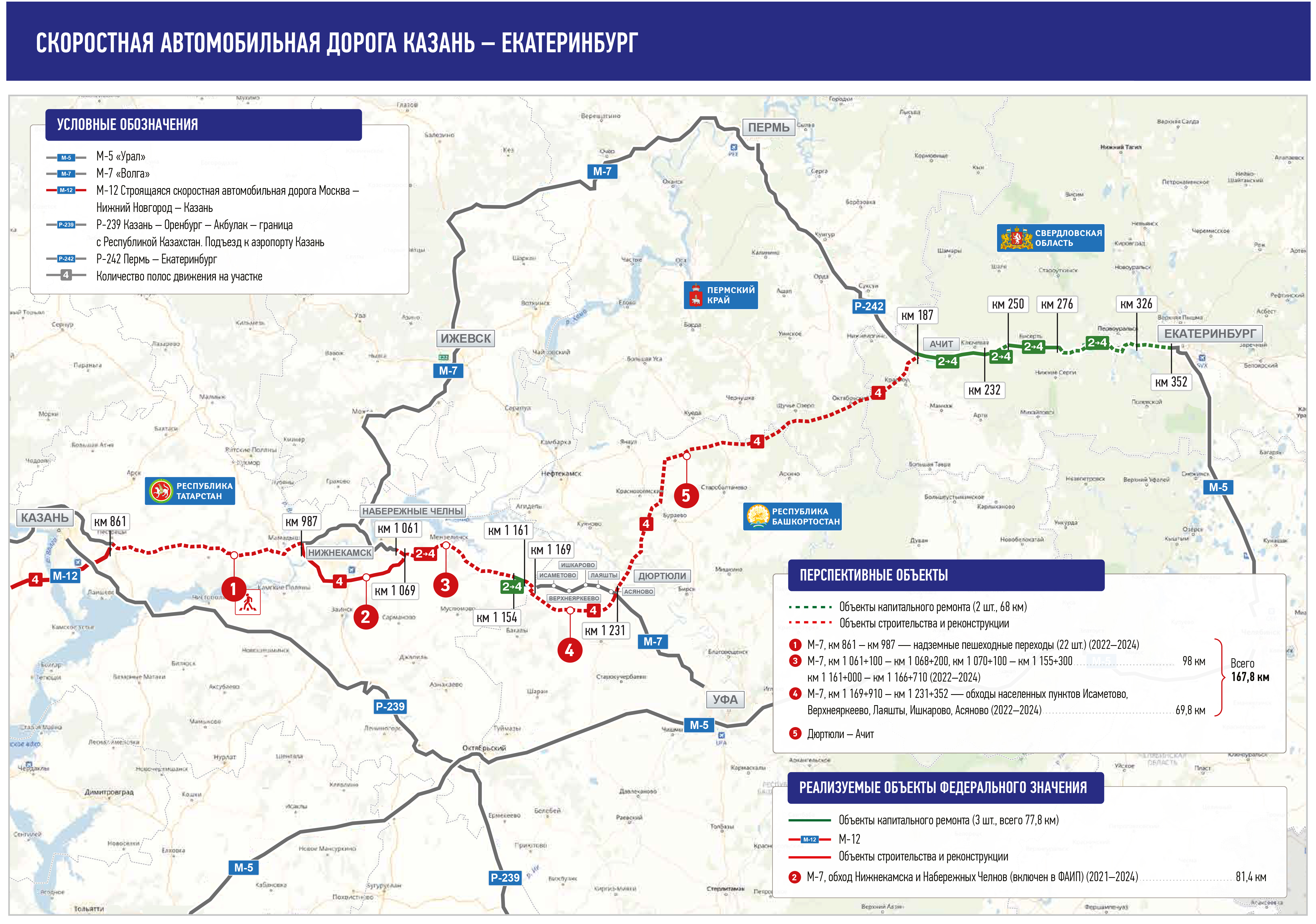
Схема магистрали на участке между Волгой и Екатеринбургом

## Вопросы экологии
Дорога, согласно существующему проекту, должна пройти через ареал серых журавлей вблизи села Барятино в Пильнинском районе Нижегородской области. Эта территория зарезервирована под создание охраняемого ландшафта. Защитники природы требуют проведения трассы в обход неё.
Также, по мнению защитников природы, строительство дороги уничтожит уникальную флору и фауну левобережья реки Клязьмы в районе населённых пунктов Усад, Домашнево и Старое Перепечино Петушинского района Владимирской области.

## Ущерб от реализации проекта
Во время прямого эфира 7 декабря 2023 года, отвечая на вопросы нижегородцев, губернатор Нижегородской области Глеб Никитин заявил, что при строительстве платной трассы М-12 были повреждены около 1300 км муниципальных «бесплатных» дорог строительной техникой и большегрузами со строительными материалами:

То, без чего нельзя жить, устранение ущерба для дорожной сети от строительства М-12 и большегрузов. Вот это надо решать. Мы уже 200 км отремонтировали, еще 300 — в ближайшее время. Нужно будет восстанавливать около 1300 км. Мы уже начали работы там, где завершены работы по М-12. Мы не будем реконструировать то, что может быть опять убито теми же большегрузами. В ближайшие годы будем восстанавливать полотно.

## Фотографии

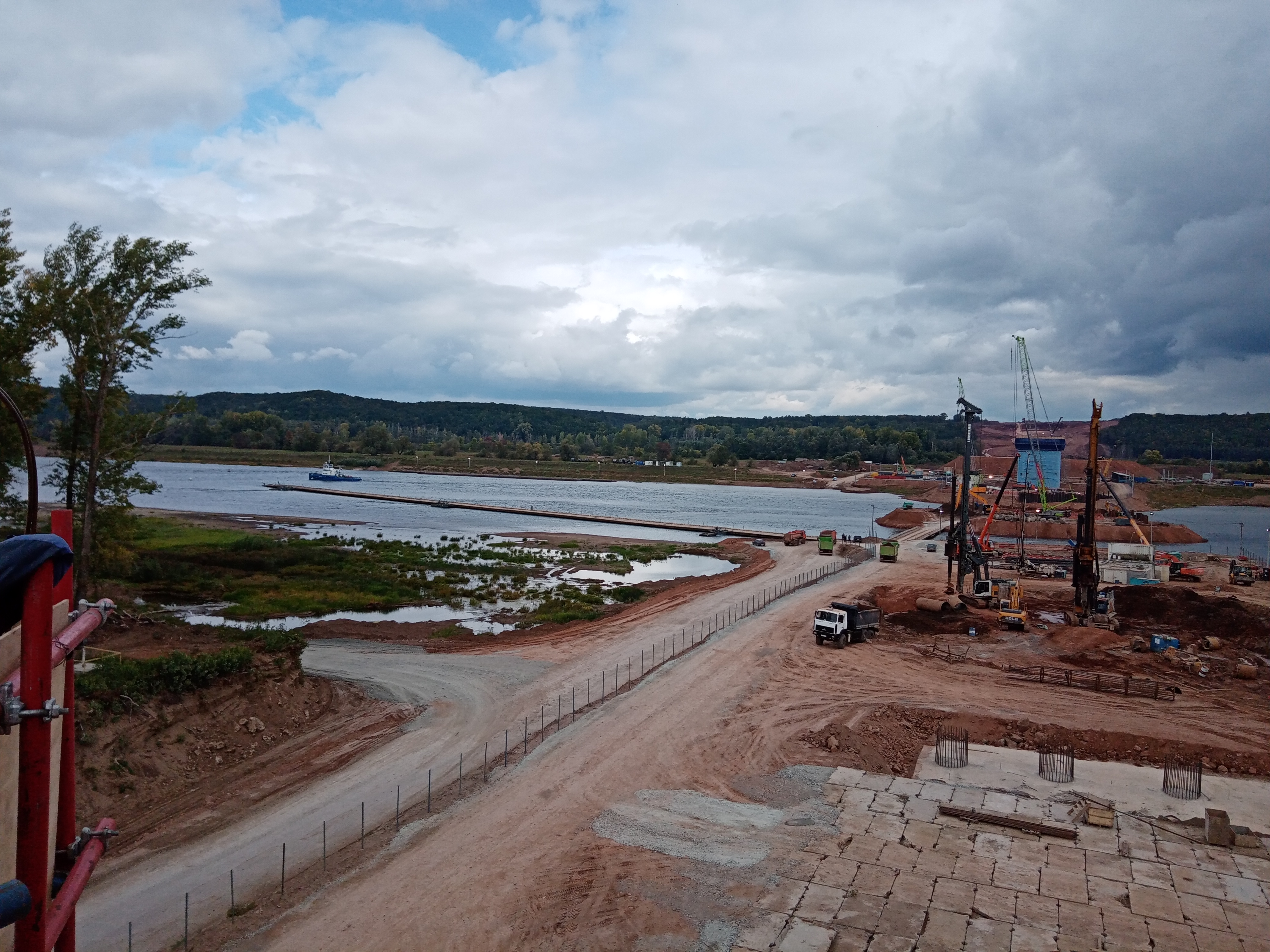
Строительство М-12 возле деревни Вострецово,  Башкортостан. Мост через реку Белая.
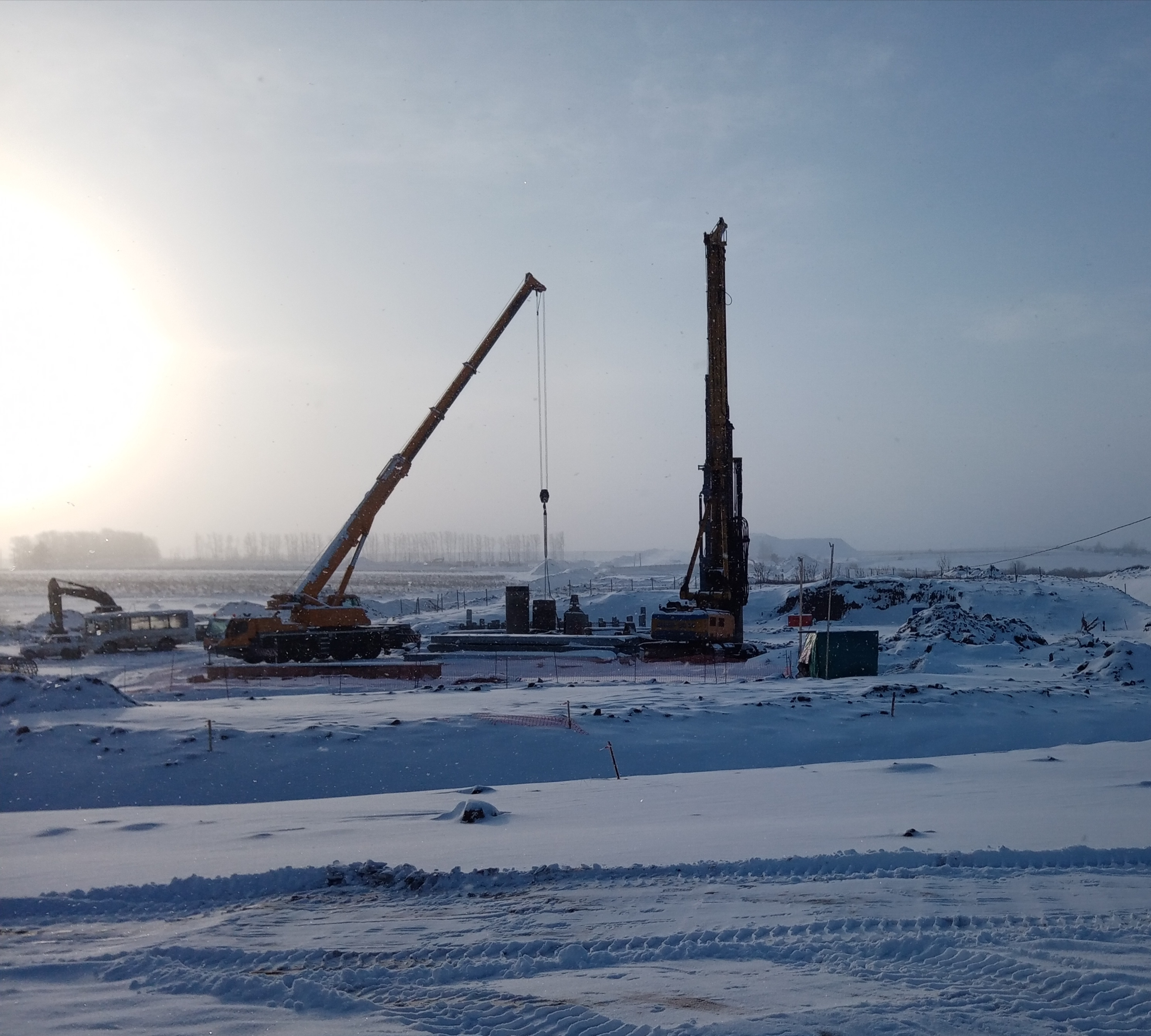
Строительство М-12 у д. Коргуза (Татарстан)
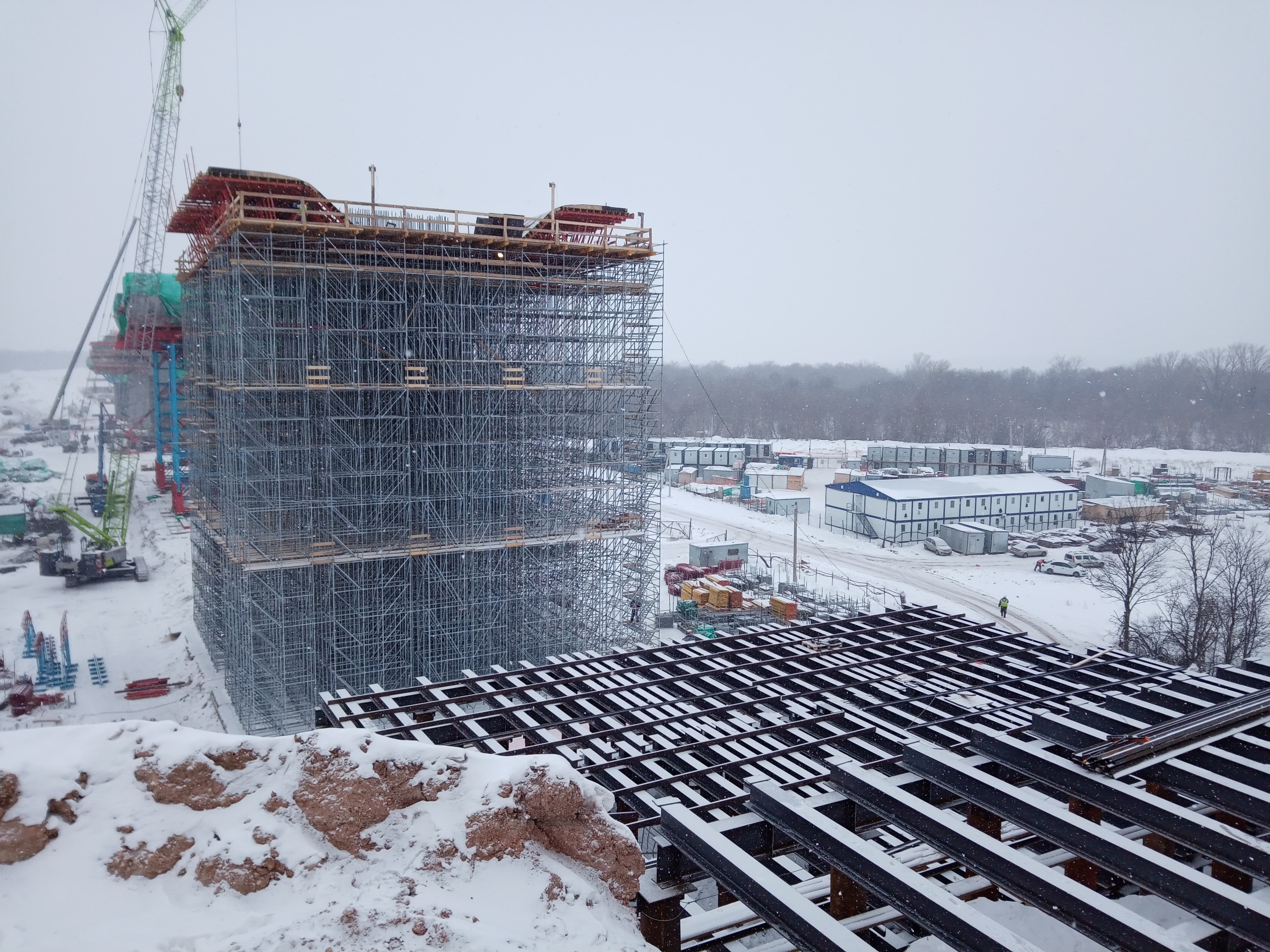
Строительство М-12 возле деревни Патрикеево, Татарстан. Мост через реку Свиягу